# Epichlorops stenostylus
Epichlorops stenostylus är en tvåvingeart som beskrevs av Wheeler 1994. Epichlorops stenostylus ingår i släktet Epichlorops och familjen fritflugor.
Artens utbredningsområde är Ontario. Inga underarter finns listade i Catalogue of Life.